# Бно-Айріян Михайло Каренович
Михайло Каренович Бно-Айріян (нар. 1 лютого 1984, м. Баку, Азербайджан) — український дипломат, управлінець, заступник директора ДП НЕК «Укренерго» з комунікацій та міжнародного співробітництва, режисер. З 10 липня до 28 жовтня 2019 року — Голова Київської ОДА. Автор проєкту «7 фільмів Бно-Айріяна».

## Життєпис
Закінчив школу № 45 у Львові з золотою медаллю.
2007 року закінчив Київський національний університет ім. Шевченка за спеціальністю «Міжнародні економічні відносини» з кваліфікацією економіста-міжнародника, перекладача з арабської мови (диплом магістра з відзнакою).
2008—2009 — навчався у Московському інституті міжнародних відносин, де отримав освіту диплом МВА за спеціальністю «Міжнародний нафтогазовий бізнес».
2012 — проходив навчання в Сінгапурі за програмою Міністерства закордонних справ Сінгапуру. Цю програму було розроблено для навчання державних службовців з країн, що розвиваються.
2017 року став учасником програми відвідувачів Європейського Союзу (EUVP) від України, де провів тиждень, вивчаючи систему роботи в Європейському Союзі. Програма діє для молодих представників європейських країн, які попередньо проходять відбір представниками ЄС.

## Трудова діяльність

### Газета «Бізнес»
2004 року почав працювати журналістом в провідному на той час діловому виданні газеті «Бізнес». Сфера професійних інтересів поширювалась на гірничо-металургійний комплекс, промисловість, машинобудування, міжнародні відносини, енергетику та міжнародну торгівлю. За час роботи написав понад 330 статей, в тому числі був автором декількох журналістських розслідувань.

### Дипломат
У 2009—2011 роках працював на посаді третього, а згодом другого секретаря посольства України в РФ, відповідав за двостороннє співробітництво в сфері паливно-енергетичного комплексу.
В грудні 2011 року повертається до України та стає помічником Міністра закордонних справ України Грищенка. Відповідає за економічний напрям роботи, а також за співробітництво з країнами Близького Сходу, Африки та СНД, а також за економізацію зовнішньої політики. У березні 2011 року ініціює створення Ради експортерів при МЗС України та обіймає посаду виконавчого секретаря організації. Очолювана Грищенком організація об'єднала 75 підприємств та компаній великого бізнесу.
За час роботи Михайла на виконавчим секретарем Ради експортерів при МЗС було проведено чотири засідання. Виступав за посилення співпраці між МЗС та регіонами України щодо просування їхніх інтересів на закордонних ринках. Зокрема, у 2011 році ініціював створення Робочої групи зі співробітництва МЗС з регіонами України, яку очолив Міністр та обіймає посаду виконавчого секретаря цієї групи.

### Кабінет Міністрів
В січні 2013 року стає радником з гуманітарних питань Віцепрем'єр міністра України Грищенка. На цей час випадає важливий період переходу України на міжнародні стандарти, зокрема стандарт Належної виробничої практики (GMP) ЄС у виробництві ліків та Доцільної практики розподілу (ДПР) ліків. Україна вперше ратифікувала конвенцію Ради Європи «Про протидію фальсифікацію лікарських засобів та аналогічних злочинів, що несуть загрозу громадському здоров'ю» та вперше на радянському просторі запровадила кримінальну відповідальність за підробку лікарських препаратів. Завдяки активній позиції вдалося суттєво спростити доступ термінальним хворим до знеболювальних, зокрема Уряд схвалив новий порядок придбання, перевезення, зберігання, відпуску, використання та знищення наркотичних засобів, психотропних речовин і прекурсорів у закладах охорони здоров'я. Крім того, вдалося затвердити «Державну цільову соціальну програму профілактики, діагностики та лікування вірусних гепатитів на період до 2016 року».

### Міністерство енергетики та вугільної промисловості
З січня 2015 року займає посаду начальника управління європейської інтеграції Міністерства енергетики та вугільної промисловості, де займається координацією роботи міністерства на міжнародному напрямі, питаннями євроінтеграції, в тому числі координацією зобов'язань в рамках Енергетичного співтовариства. Фактично стає ключовою медійною особою після міністра. За час роботи в Міністерстві ініціював створення стратегічної групи на реагування проблем інвесторів, метою якої стало максимально швидко опрацьовувати проблемні питання для прийняття відповідних рішень. Крім цього, під час роботи на посаді начальника управління європейської інтеграції, керував робочою групою з написання Закону України «Про ринок електричної енергії», який був прийнятий 13 квітня 2017 року.
З жовтня 2015 року обіймає посаду начальника департаменту стратегічного планування та європейської інтеграції та відповідає за співробітництво з міжнародними організаціями, стратегічне планування, координацію зобов'язань в рамках Енергетичного Співтовариства, координацію роботи міністерства на міжнародному напрямі та європейську інтеграцію. Окрім цього, брав активну участь у розроблені альтернативної моделі анбандлінгу НАК «Нафтогаз України», зокрема виступає за збереження сегменту транспортування газу у віданні Міністерства енергетики та вугільної промисловості та передачу генеруючих потужностей ДП НАЕК «Енергоатом» та ПрАТ «Укргідроенерго» до Міністерства економічного розвитку та торгівлі України.
У травні 2016 року публічно подає у відставку з посади начальника департаменту, аргументуючи відповідне рішення зменшенням простору та повноти прийняття рішень у зв'язку призначенням Насалика І.С Міністром енергетики та вугільної промисловості України.

### Участь у конкурсі на посаду очільника Житомирської обласної державної адміністрації
Залишивши Міністерство енергетики та вугільної промисловості вже у жовтні 2016 року бере участь у конкурсі на посаду голови Житомирської обласної адміністрації. Займає третє місце, програвши в. о. губернатора Гундича та керівнику Головного управління Держпродспоживслужби в Житомирській області О. Шпіта.

### ДП НЕК «Укренерго»
У жовтні 2016 року починає працювати в ДП НЕК «Укренерго» на посаді директора з комунікацій та міжнародного співробітництва. Зона відповідальності внутрішні та зовнішні комунікації, робота зі ЗМІ та громадськістю. З квітня 2018 року перелік обов'язків розширився за рахунок HR-напрямку, корпоративної соціальної відповідальності та стратегічного планування.

#### Новий бренд ДП НЕК «Укренерго»
Одним з перших проєктів в компанії стала розробка нового бренду компанії, її візії та філософії, бачення розвитку енергетичної галузі. В межах проєкту було створено новий корпоративний сайт компанії, внутрішній корпоративний портал. Крім цього, компанія затвердила першу в державному секторі власну публічну інформаційну політику.
В зовнішніх комунікаціях компанії було акцентовано увагу на присутності в соціальних мережах (Facebook, YouTube, Instagram, LinkedIn, Slideshare). Зокрема кількість підписників корпоративної сторінки підприємства у Facebook 2019 році сягнула 33 тис., в той час як у 2016 році їх було трохи більше 1 тис. Таким чином, компанія за цим показником стала лідером в державному енергетичному секторі.
За керівництва Михайла Бно-Айріяна, у 2018 році корпоративна сторінка компанії посіла друге місце в конкурсі «Краще корпоративне медіа України», а перший корпоративний журнал «Укренерго» «50 Hz» став кращим корпоративним виданням 2018 року, за версією Асоціації корпоративних медіа України.

#### Інтеграція в ENTSO-E
Ключовим проєктом, над яким в «Укренерго» працював Михайло, стала інтеграція об'єднаної енергосистеми України до європейської мережі системних операторів передачі ENTSO-E.
За його участі 2017 року підписано «Угоду про умови майбутнього об'єднання енергосистем України та Молдови з енергосистемою континентальної Європи ENTSO-E».
Компанія активно реалізує план заходів по приєднанню. Після підписання угоди інтеграція до ENTSO-E стала одним із пріоритетних завдань нової Енергетичної стратегії України до 2035 року.
Також у грудні 2018 року Кабінет міністрів затвердив план заходів щодо синхронізації об'єднаної енергетичної системи України з об'єднанням енергетичних систем держав — членів ЄС. Процес інтеграції до ENTSO-E отримав назву «енергетичний безвіз», як зазначила Віце-прем'єр-міністр з питань європейської та євроатлантичної інтеграції України Іванна Климпуш-Цинцадзе.
На початку 2019 року Михайло та генеральний секретар ENTSO-E Лоран Шмітт підписали угоду про участь «Укренерго» у програмі співробітництва поза рамками членства (ENTSO-E Cooperation Beyond Membership programme) на 2019—2021 роки, яка передбачає проведення низки навчань та тренування для співробітників підприємства.
2017—2019 — розбудовані відносини з низкою операторів системи передачі ENTSO-E, зокрема, RTE (Франція), 50 Herzt (Німеччина), з якими реалізуються низка спільних проєктів.

#### Нова стратегія «Укренерго»
2017 року було розроблено нову стратегію «Укренерго», яка містить більше 10 напрямків розвитку компанії, перелік стратегічних цілей та шляхи їх досягнення. 2019 року стратегію було оновлено із залученням наглядової ради «Укренерго» та міжнародних донорів.

#### Корпоративна соціальна відповідальність
Михайло ініціював освітній проєкт Ukrenergo laboratories, своєрідний інкубатор ідей науковців та молоді для розробки проєктів, що відповідають потребам стратегічного розвитку енергетики. В рамках проєкту в 2017 році відбулися «Ночі енергетики», які пройшли у Харкові, Києві та Львові. Більше 1200 студентів, випускників вишів, аспірантів, молодих вчених та винахідників долучилися і відвідали лекції та презентації найуспішніших представників бізнесу та топ-менеджерів з усієї країни.

#### Зелено-вугільний парадокс
Михайло є автором терміну «зелено-вугільний парадокс», який вперше в світі описав ситуацію, що почала спостерігатися в українській електроенергетиці в 2019—2020 роках — стрімке збільшення виробництва електричної енергії з відновлювальних джерел через брак маневровуюючих потужностей призводить до зменшення виробництва атомної енергії та збільшення виробництва електричної енергії з вугілля. Про «зелено-вугільний парадокс» вперше публічно заявив керівник ДП "НЕК «Укренерго» Всеволод Ковальчук 16 березня 2018 року, після чого він почав активно використовуватися українськими засобами масової інформації, експертами та компаніями сектору.

## Очільник Київської обласної державної адміністрації
10 липня 2019 року Президент Зеленський призначив Бно-Айріяна головою Київської ОДА. Це призначення експерти пов'язували з тим, що Бно-Айріян є одногрупником Дмитра Разумкова. Під час представлення виник гучний скандал, коли Зеленський вигнав із залу секретаря Бориспільської міської ради Ярослава Годунка словами «Вийди звідси, розбійнику».

#### Відкритість та прозорість
На посаді голови Київської обласної адміністрації, Бно-Айріян відновив двічі на місяць проводив особистий прийом громадян. Також запровадив систему відвідання районів щоп'ятниці, в ході яких проводив зустрічі з жителями.
11 жовтня створив обласну раду церков і релігійних організацій. До ради ввійшли всі християнські конфесії (православні, католики, протестанти), мусульмани, юдеї та мормони. Створив молодіжну раду при КОДА та почав залучати активну молодь до низки проєктів в регіоні.

#### Боротьба с корупцією
Бно-Айріян перевів всі закупівлі товарі, послуг та робіт вартістю понад 50 тис. грн на систему «Prozorro».
Зобов'язав чиновників КОДА оприлюднювати з 1 жовтня 2019 року усі так звані «допорогові» договори на закупівлю товарів, послуг та робіт. Ухвалив рішення щодо продажу усієї необробленої деревини на аукціонах з 1 листопада 2019 року. Ініціював проведення службового розслідування діяльності департаменту регіонального розвитку, що відповідає за капітальне будівництва, в ході якого виявив знищення та відсутність документів на проведені роботи вартістю понад 2,5 млрд грн. Заблокував прийняття селищною радою Віти Поштової нового генерального плану, який би дозволив вивести з-під контролю держави 1000 га лісів. Зупинив ліквідацію ДП «Переяслав-Хмельницький державний агролісгосп» та повернув контроль КОДА за 1800 га лісів.

## Інформаційна атака
Після призначення, Михайло став об'єктом інформаційної кампанії з дискредитації з боку народного депутата від «Слуги народу» Олександра Дубінського, яку багато хто пов'язував з бажанням команди олігарха Коломойського отримати контроль над регіоном.
Пізніше Михайло пояснив, що причиною негативного ставлення команди Коломойського стала відмова призначати кандидатів Дубінського головами районних адміністрацій та в сфері охорони здоров'я. 26 жовтня напередодні відставки Михайло Бно-Айріян подав позов до Печерського районного суду м. Києва про захист честі та доброчесності проти Олександра Дубінського.

#### Відставка
19 жовтня 2019 року Михайло Бно-Айріян представив результати роботи за 100 днів. Він повідомив, що подав 13 кандидатур на своїх заступників, але жодна з них не отримала підтримки Офісу Президента.
20 жовтня Бно-Айріян подав у відставку. Того ж дня Кабінет Міністрів погодив відставку та призначив нового очільника Київської обласної державної адміністрації — Олексія Чернишова, якого пов'язують з О. Фельдманом.
Наприкінці 2019 року Бно-Айріян пояснив, що відставка була обумовлена тим, що йому не дозволили створити свою команду та нав'язували на посаду заступників людей із сумнівною репутацією. Зокрема, деякі ЗМІ називали Г. Слєпцова, колишнього керівника департаменту земельних відносин КОДА, в якості того, кого Михайло Бно-Айріян відмовив призначати своїм заступником.
Одразу після оголошення відставки група активістів з Києво-Святошинського району почали флешмоб в підтримку Михайла Бно-Айріяна. Паралельно на сайті Президента України була зареєстрована петиція про збереження за ним посади очільника Київської ОДА та надання пояснень щодо звільнення Михайла Бно-Айріяна.

## 7 фільмів Бно-Айріяна
11 листопада Михайло Бно-Айріян заявив про старт нового проєкту «7 фільмів Бно-Айріяна». Він планує зняти сім фільмів про Україну, непрості теми та про історії людей. За словами автора, після презентації останнього — 7-го фільму, проєкт буде завершено, а всі, хто працював над його реалізацією, повернуться до повсякденного життя.  Створення нових сезонів проєкту також не планується. Перший фільм було представлено 4 грудня на платформі Youtube. Він присвячений епідемії ковіду в Україні. «Covid-19: вихід із червоної зони» — перший повнометражний документальний фільм про коронавірус в Україні. У фільмі показано історії 65 героїв, серед яких не тільки лікарі, а й волонтери, фельдшери, водії швидкої допомоги, підприємці, працівники заводів, а також пацієнти та родичі тих для кого коронавірус став невиліковною хворобою.

## Наукова діяльність
У 2017 році в рамках наукової діяльності видав та презентував книгу над якою працював понад року з командою однодумців «Стратегії енергетичної дипломатії України».
Неодноразово публічно виступав за необхідність посилення координації енергетичної дипломатії та створення Інституту уповноваженого Президента з питань міжнародної енергетичної політики.